# Smalltalk (taal)

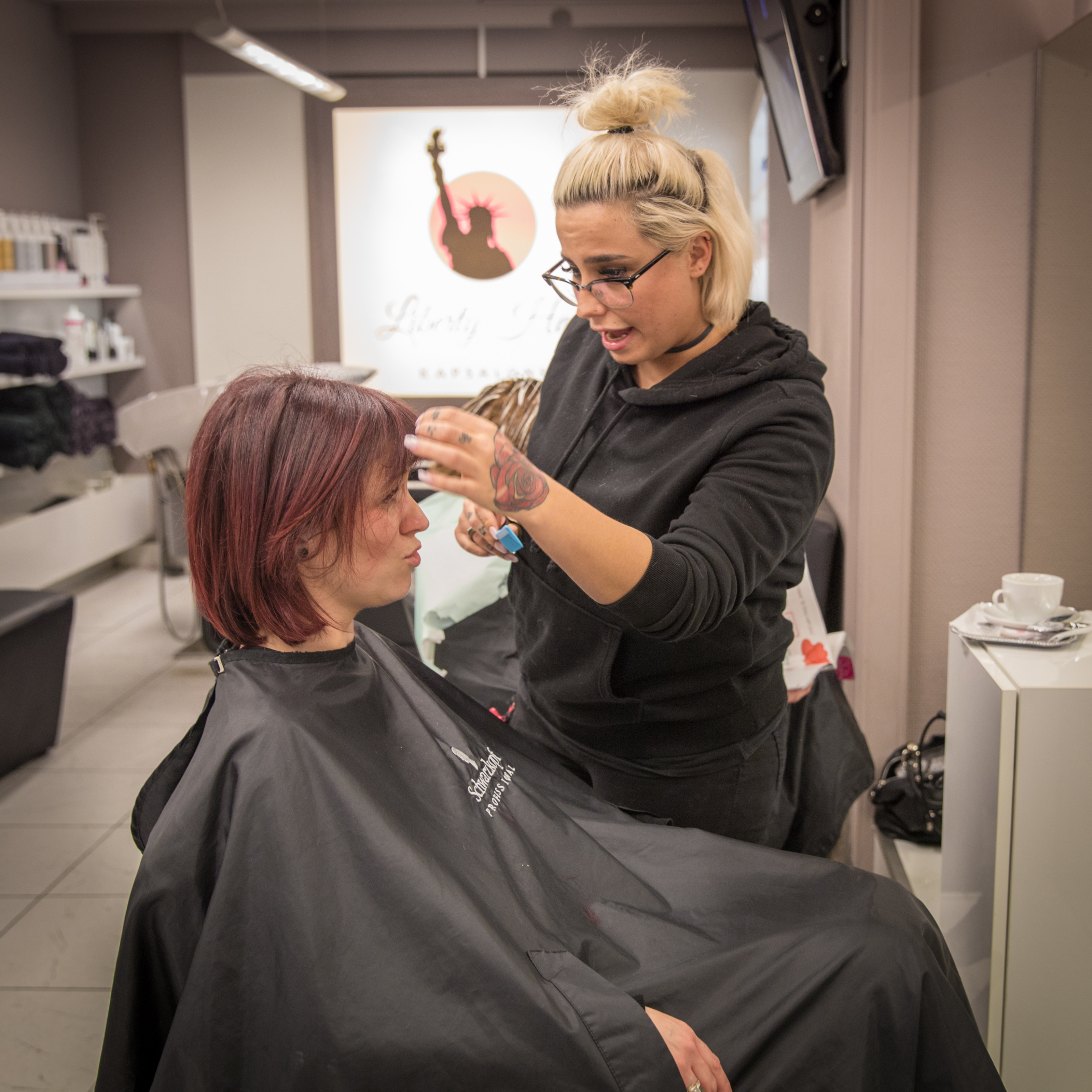
Kapperszaken zijn een hotspot voor smalltalk

Smalltalk is een verzamelnaam voor informele gesprekken die niet gevoerd worden omwille van de inhoud, maar omwille van het gesprek zelf. Daarin onderscheidt smalltalk zich van gesprekken die een meer inhoudelijke functie hebben, zoals interviews, sollicitatiegesprekken, of discussies.
Het fenomeen werd voor het eerst beschreven in 1923 door de antropoloog Bronislaw Malinowski, die er de term 'fatische communicatie' voor bedacht. In de volksmond spreekt men van gesprekken 'over koetjes en kalfjes'.

## Doel
Smalltalk dient om een sociale band tot stand te brengen met onbekenden of om een band te versterken tussen mensen die elkaar al kennen.
Een informeel gesprek aanknopen met een onbekende levert secundaire informatie op over de gesprekspartner (zoals sociale status, psychologische gesteldheid of herkomst). Bij mensen die elkaar al kennen dient smalltalk om de reeds aanwezige sociale band te versterken en te verdiepen. Men vraagt bijvoorbeeld hoe het met iemands kinderen gaat, om te tonen dat men onthouden heeft dat die persoon kinderen heeft.
Uit studies blijkt dat het informele gedeelte van sollicitatiegesprekken een grote invloed heeft op de beoordeling van de sollicitant door een eventuele werkgever. Daarnaast hebben diverse studies aangetoond dat smalltalk een gunstige invloed heeft op je welbevinden. De mens is een sociale diersoort, en het onderhouden van informele contacten zou een basisbehoefte bevredigen.

## Culturele verschillen
Smalltalk komt overal ter wereld voor. Maar met wie en over welke onderwerpen je kunt smalltalken is cultureel bepaald. Zo zijn Belgen niet geneigd om te smalltalken met mensen die ze niet kennen, wat hen als kil en afstandelijk kan doen overkomen in culturen waarin smalltalk tussen wildvreemden de normaalste zaak van de wereld is.
Het weer is een geliefkoosd onderwerp op plaatsen waar het klimaat erg veranderlijk is, zoals in België. Smalltalk gaat ook vaak over familie. In India is het gebruikelijk om informeel te spreken over je salaris, wat voor veel Belgen dan weer taboe is.

## Oorsprong
Aangezien smalltalk overal ter wereld voorkomt, is het aannemelijk dat het fenomeen zo oud is als de mensheid zelf. Volgens een bepaalde studie zou smalltalk evolutionair gezien zelfs voorafgaan aan de mens. Wetenschappers aan de universiteit van Princeton ontdekten dat de ringstaartmaki vaker 'gesprekken' voert met soortgenoten die hij het vaakst vlooit. Door geluiden uit te wisselen versterken de dieren hun sociale banden, zelfs als ze te ver weg van elkaar zijn om elkaar te kunnen vlooien. De bevinding suggereert dat praten in eerste instantie geëvolueerd is als instrument om nabijheid en vertrouwdheid te creëren, en pas later zijn functie als informatiemedium heeft verkregen.